# Савоја
Савоја (фр. Savoie, итал. Savoia) је регион Француске. Обухвата отприлике територију Западних Алпа између Женевског језера на северу и Дофена на југу.
Историјска област Савоја је настала као феудална територија породице Савоја од 11. до 14. века. Ова историјска територија је данас подељена између Француске, Италије и Швајцарске.
Званично постављена 1003. од Рудолфа III од Бургундије, династија Савоја је постала најдуговечнија владарска династија Европе. Она је владала грофовијом Савоја до 1416. а затим Савојским војводством од 1416. до 1714.
Територија Савоје је припојена Француској 1792. за време Прве француске републике, пре него што је враћена Краљевству Пијемонт-Сардинија 1815. Савоја је, заједно са грофовијом Ницом коначно референдумом припојена Француској, за време Другог француског царства, као део политичког споразума (споразум из Торина) између француског цара Наполеона III и сардинијског краља Виторија Емануела II чиме је почео процес уједињења Италије. Династија Виторија Еманула, династија Савоја, је задржала своје територије у Пијемонту и Лигурији и постала је владарска династија Краљевине Италије.